# Јан Железни
Јан Железни (чеш. Jan Železný; Млада Болеслав, 16. јун 1966) је бивши чехословачки и чешки атлетичар, светски првак и олимпијски победник, актуелни светски рекордер у бацању копља.
Железни је освојио злато на Летњим Олимпијским играма 1992, 1996 и 2000. године, као и три титуле светског првака - 1993, 1995 и 2001. године. Због својих достигнућа често се сматра најбољим бацачем копља свих времена.
Железни држи светски рекорд са 98,48 м, постављеним 1996. године. До 2008. држао је Олимпијски рекорд (са 90,17 м, постављен на Летњој Олимпијади 2000. године), али га је на Играма у Пекингу надмашио Норвежанин Андреас Торкилдсен са даљином 90.57 метара. До августа 2005. године, Железни је бацио 52 пута преко 90 метара, док су сви остали бацачи копља укупно бацили 72 пута. Такође је једини атлетичар који је пребацио 98 метра.
Током каријере, супарници су му били између осталих и Стив Бакли (Steve Backley), Сергеј Макаров, Борис Хенри, Сепо Рети (Seppo Räty) и Аки Парвиаинен (Aki Parviainen).
Повукао се после Европског првенства 2006. године у Гетеборгу. Остао је у атлетици и наставио да ради за Међународни олимпијски комитет и као тренер у Прагу.